# 成公 (晋)
成公（せいこう、? - 紀元前600年）は、中国春秋時代の晋の君主（在位：紀元前607年 - 紀元前600年）。姓は姫、諱は黒臀。文公の子の一人で、襄公の末弟にあたる。 
母が彼を産む頃に、神が自分の子の臀部に墨で「晋国をたもたしめ、三にして驩の孫にあたえん」と書く夢を見たので、彼は黒臀と名づけられた。
驪姫の乱以降の太子以外の公子は国外に出すという習慣に従い、公子黒臀も周に在住していたが、甥の霊公が趙穿に殺されたことから、宰相の趙盾に呼び戻され、即位して成公となった。即位した成公は卿の嫡子を任官させて公族とし、その同母弟を余子とし、庶子を公行とした。これによって晋には公族、余子、公行という三族がうまれ、卿たちの力が強まるきっかけになった。それとともに、正卿の趙盾は職を辞して三行となった。新しい正卿には成公から信頼されていた郤缺がついた。